# Stema Țării Românești

Variantă a stemei

Stema Principatului Țării Românești a cunoscut o evoluție continuă de-a lungul timpului, elementele sale heraldice ajungând să reprezinte un model pentru stema României. Elementele heraldice definitorii sunt: vulturul, crucea, steaua heraldică (soarele), semiluna, creanga de ienupăr și fundalul „azur” (care însă nu apare pe peceți, pe documentele alb-negru precum Enciclopedia României  sau pe stindardele decolorate).

## Variante
Aceste elemente au evoluat constant. Inițial, vulturul și crucea heraldică erau mobilele ce constituiau cimierul, coborând în timp pe scutul stemei și devenind mobilele fundamentale. De asemenea, crucea a stat în stânga vulturului, dar, în timp, aceasta a ajuns să fie ținută de acesta în cioc.
În privința formei vulturului, el a fost inițial reprezentat îndreptat spre dreapta, privind spre stânga scutului, cu aripile strânse. Ulterior, forma se modifică, vulturul fiind reprezentat cu aripile deschise, privind spre dreapta sau stânga, sub denumirea de aquila valachica. Referitor la această pasăre, ornitologii sunt de părere că poate fi identificată cu vulturul pleșuv negru dar există curente de opinie care afirmă că ar fi de fapt un corb. 
Steaua și semiluna au fost prezente pe scut și înainte de coborârea vulturului, însă după coborârea lui pe scut, aceste elemente au devenit secundare, fie fiind prezente în stânga crucii, sus, fie, mai târziu, flancând vulturul. În privința evoluției lor, steaua a devenit treptat un soare în perioada modernă. 
În ce privește creanga de ienupăr, ea apare ulterior apariției vulturului pe scut, fiind ținută de acesta în gheare. La rândul ei, și creanga a cunoscut evoluții, devenind un arbust de ienupăr, pe a cărui cracă stătea vulturul. Creanga era înlocuită, în unele reprezentări, cu un câmp verde.

## Smalțurile heraldice folosite
A existat o varietate de culori folosite pentru elementele heraldice, fiind greu de precizat care au fost cele mai folosite.
Vulturul a fost reprezentat în culoarea neagră („nisip”) tot, respectiv cu ciocul, ghearele, roșii, dar nu sunt puține cazurile când el apare reprezentat în galben („aur”). 
În privința culorii smalțului (fundalul scutului), de la apariția vulturului, el a fost, în general, reprezentat în albastru („azur”), așa cum apare și pe primele steme ale României, dar există și variante în alb („argint”), în purpuriu, galben („aur”) și chiar roșu („gules"). Albastrul reprezintă regula în această privință. Cu toate acestea, există opinia, uneori vehement exprimată, că smalțul „azur” ar fi o invenție recentă, culoarea originală fiind „argintul”.
În ce privește steaua și semiluna, ele au fost reprezentate fie ambele în „aur”, fie în „argint” și „aur”, fie ambele în „gules” (roșu).
Crucea a fost reprezentată în „aur” sau în roșu. 
În perioada modernă a reprezentat o tradiție și reprezentarea lor prin culori naturale, ocru sau castaniu.

## Prezent

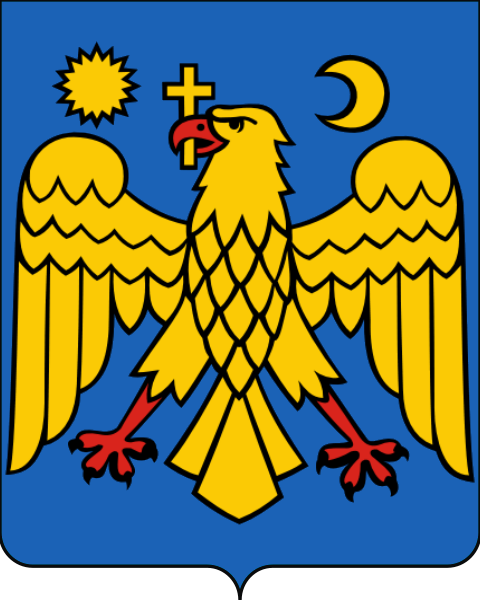
Reprezentarea contemporană a stemei Țării Românești pe stema României.

Stema Țării Românești apare și pe stema României, reprezentată printr-un câmp albastru pe care se află un vultur din aur, cu ciocul și ghearele roșii, care ține în cioc o cruce de aur. În cele două colțuri de sus se află un soare și o semilună, tot din aur.

## Steme ale voievozilor Țării Românești
Steme reprezentate pe monede emise de domnii Țării Românești (Valahiei în limbile străine).

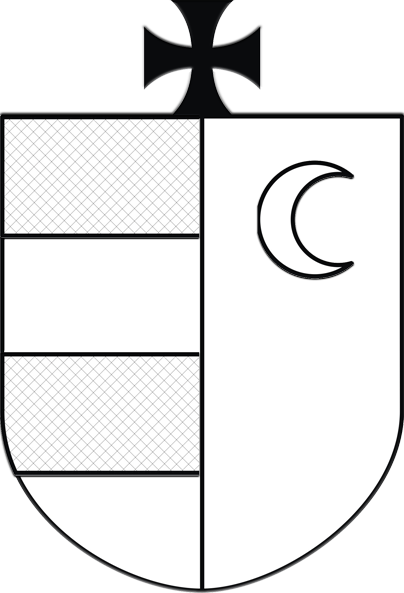
Stema voievodului Vladislav I (1364 - 1377).
Stema voievozilor Vladislav I și Mircea cel Bătrân.
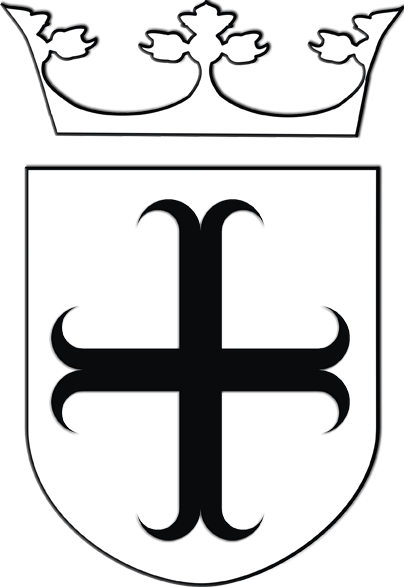
Stema atribuită voievodului Dan al II-lea.
Stema voievodului Vladislav al II-lea.
Stema voievodului Vlad Țepeș.

## Vechi steme din armoriale străine atribuite conducătorilor țărilor românești

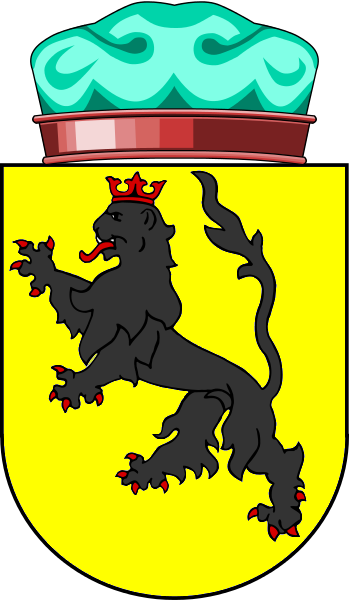
Stema din armorialul Conciliumbuch zu Costancz (1420-1430), ediția „Codex von Aulendorf” (1433-1450

În armorialul lui Ulrich von Richental Conciliumbuch zu Costancz, dedicat delegațiilor participante la Conciliul de la Konstanz (1414-1418), apare o stemă cu un leu „nisip” (negru) pe smalț de „aur”, sub denumirea de Arma ducis, despotis Magnae Wallachiae sau Wappen des Herzogs von Grosse Walachei („Scutul ducelui, despot al Marei Vlahii”). Nu se știe anume despre ce șef de stat ete vorba, deoarece în 1450 distincția între Kleine Walachei (Oltenia) și Grosse Walachei (Muntenia) nu apăruse încă, datând din 1718 (tratatul de la Pojarevăț), de altfel domnii Țării Românești din acel deceniu (Radu Praznaglava și Dan Dănescu) nu fuseseră, ca ortodocși, invitați la acest conciliu catolic; iar expresia latină Magna Valachia, tradusă din limba greacă (Μεγάλη Βλαχία) se referea până atunci la Tesalia. Se poate așadar presupune, dar fără certitudine, că „despotis Magnae Wallachiae” se referea la o titulatură a familiei de Montferrat, care posedase Tesalia între 1204 și 1224.

## Steme aflate pe diferite obiecte

Stema găsită pe nasturii personajului princiar deshumat la Argeș în 1920 (Basarab I sau Radu I)